# Kainismus

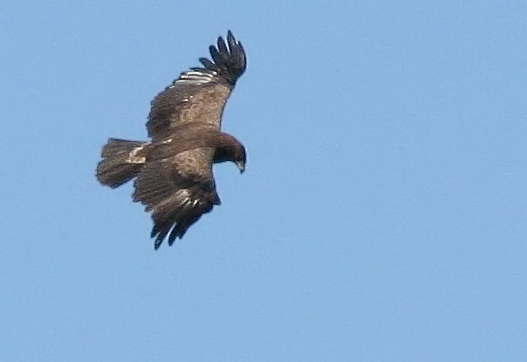
Bei jungen Schreiadlern ist Kainismus angeboren und somit obligat.

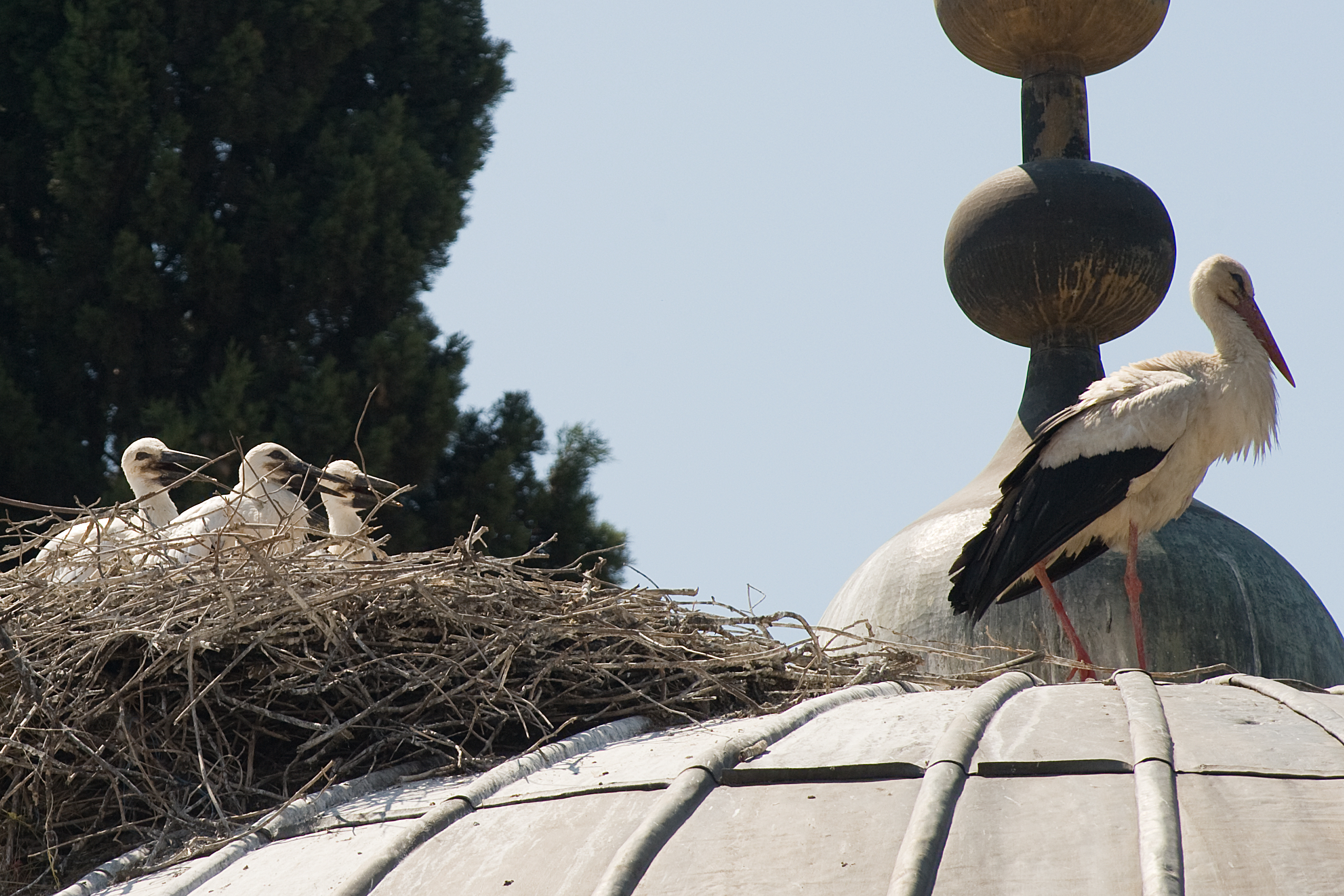
Weißstorcheltern ziehen so viele Jungen wie möglich auf, sind in Notfall jedoch zu fakultativem Kainismus oder Infantizid fähig.

Der Ausdruck Kainismus bezeichnet in der Ornithologie die Tötung eines jüngeren Geschwisters durch ein älteres. Namengebend war die alttestamentliche Überlieferung des Brudermordes Kains an Abel. Jedoch wird der Begriff Kainismus in allen Bereichen der Zoologie unabhängig vom Geschlecht verwendet, da auch weibliche Jungtiere jüngere Geschwister töten, was auch bei der englischen Bezeichnung Siblizid zum Ausdruck kommt.
Die im Deutschen übliche Bezeichnung für das Töten der Geschwister im Tierreich ist Adelphophagie, während Kainismus innerhalb der Ornithologie meist als Synonym für die Geschwistertötung verwendet wird.
Als Form intraspezifischer Gewalt (Aggression innerhalb einer Art) tritt Kainismus oft gemeinsam mit Kannibalismus auf.

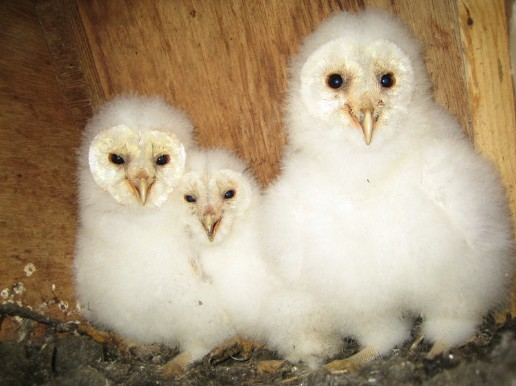
Schleiereulen schlüpfen asynchron und sind für fakultativen Kainismus bekannt. Je größer ein Nestling ist, desto besser sind die Überlebenschancen.

## Entstehung und Unterscheidung
Bei Vögeln ist Kainismus typisch für Arten, die nur wenige Eier legen, aus denen die Nestlinge asynchron schlüpfen. Die Erstgeborenen sind in diesem Fall nicht nur
größer, sondern haben durch tagelange Fütterung durch die Eltern bereits einen Wachstumsvorsprung, wenn das nächste Junge schlüpft. Je energischer ein Jungtier bettelt, desto häufiger wird es gefüttert, wobei die kräftigsten Jungtiere intensiver betteln als später geschlüpfte, schwächere Küken.
Es wird zwischen zwei Varianten des Kainismus unterschieden: Wenn bei ausreichendem Nahrungsangebot alle Jungtiere überleben und nur im Fall von Engpässen bei der Versorgung von ihren Geschwistern getötet werden, so handelt es sich um fakultativen Kainismus. Sind die Aggressionen gegenüber später geschlüpften Geschwistern jedoch angeboren, so dass es eher die Regel als die Ausnahme ist, dass nur ein Jungtier überlebt, so spricht man von obligatem Kainismus.
In der Soziobiologie wird das Verhalten als evolutionär bedingte Anpassungsmaßnahme verstanden. Wenn die Kapazitäten der Eltern optimal auf die Brutpflege eines Jungtieres ausgerichtet sind, so dient das zweite Ei lediglich als Reserve (engl.: Isurance Egg Hypothesis, IEH, z. B. beim Nazcatölpeln nachgewiesen). Wenn die Aufzucht eines Jungtieres also die Regel ist, haben weitere Jungtiere als „Reservekind“ nur dann eine Überlebenschance, wenn das Erstgeschlüpfte Jungtier schwach ist, sich verletzt oder krank wird.

### Fakultativer Kainismus
Fakultativer Kainismus bedeutet, dass jüngere Geschwister nur dann getötet (und gefressen bzw. verfüttert) werden, wenn die Versorgung mit Nahrung für das Überleben aller Jungvögel nicht ausreicht. Er tritt fast ausschließlich bei Fleischfressern auf.
Dabei gibt es unterschiedliche Ursachen: entweder es sind nicht ausreichend Beutetiere vorhanden, oder die Witterungsbedingungen waren durch einen Kälteeinbruch, Unwetter oder starke Regenfälle so ungünstig, dass die Altvögel nicht genug Beute zum Nest bringen konnten. Engpässe können jedoch auch entstehen, wenn einer der Altvögel stirbt, bevor die Nestlinge flügge sind.
Fakultativer Kainismus wurde bei einigen Greifvögeln, Falken, Bussarden, Milanen, Eulen, Pinguinen, Reihern, Störchen, Raubmöwen und Tölpeln nachgewiesen.
Der Weißstorch reagiert flexibel auf Notsituationen, entweder durch Infantizid oder durch fakultativen Kainismus, wobei tote Küken an die Geschwister verfüttert werden.

### Obligater Kainismus

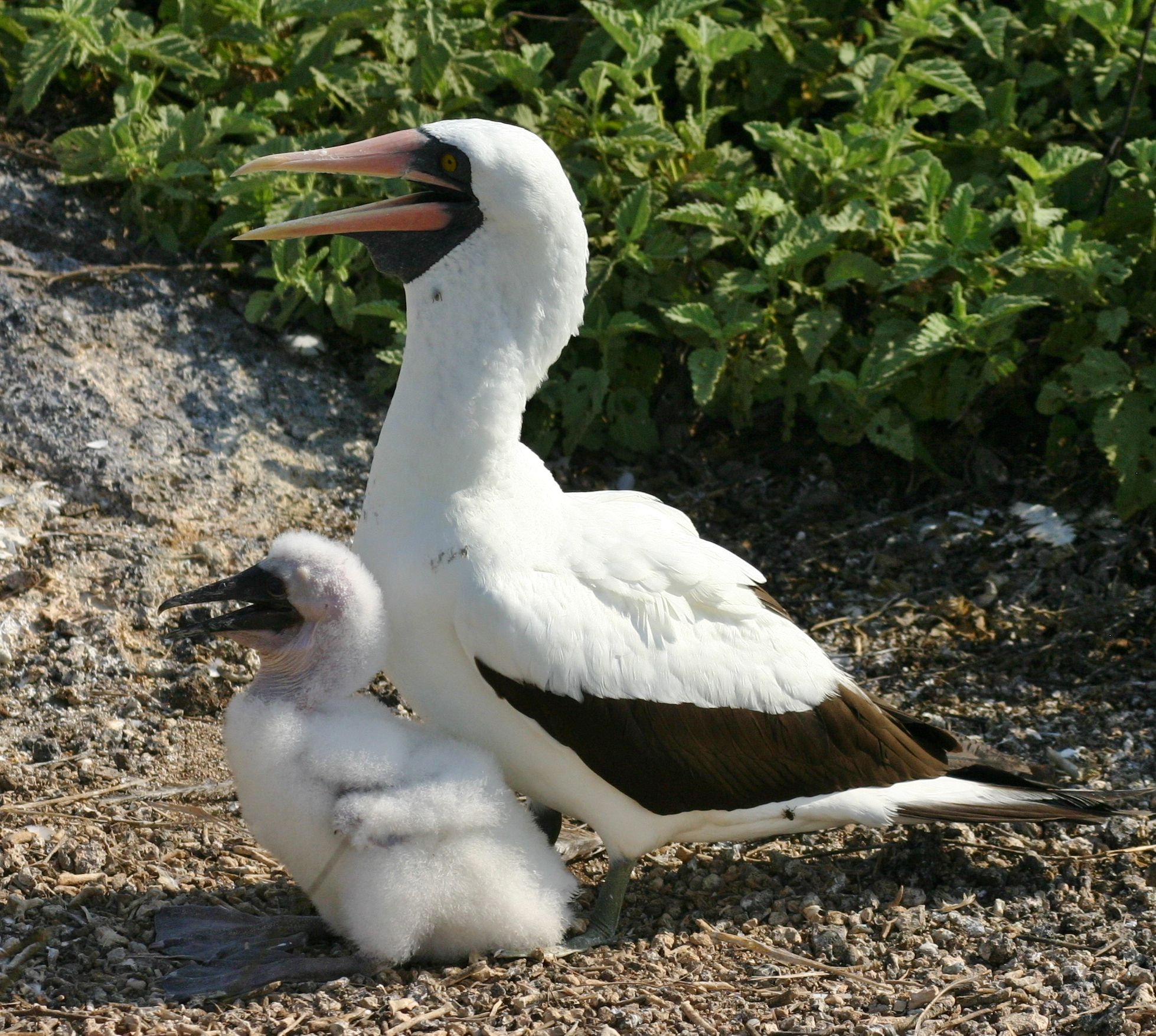
Beim Nazcatölpel ist obligater Kainismus normal: in der Regel wird nur ein Jungtier groß gezogen

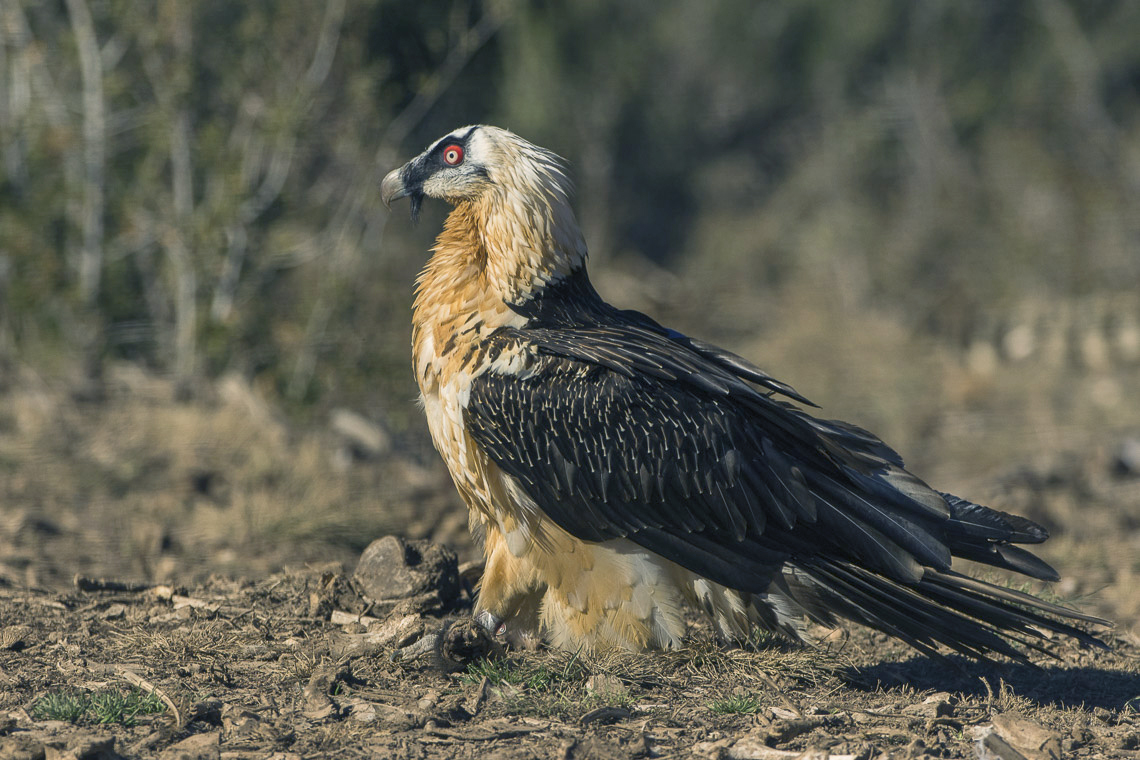
Der Bartgeier ist ein weiteres Beispiel für obligaten Kainismus

Obligater oder obligatorischer Kainismus tritt insbesondere bei Vogelarten regelmäßig auf, deren Gelege nur zwei Eier umfasst, aus denen die Nestlinge zeitversetzt schlüpfen. Die Altvögel greifen nur bei der Verteidigung gegen externe Feinde ein, lassen den Geschwistermord jedoch in der Regel zu. Tote Jungtiere werden von den Geschwistern gefressen (Adelphophagie) oder von den Altvögeln verfüttert.
Obligater Kainismus ist mit dem angeborenen Nesträumverhalten beim Kuckuck vergleichbar und lässt sich auch experimentell auslösen, indem man dem Jungvogel z. B. einen weißen Stoffball präsentiert. Die Rollenverteilung von „Kain“ und „Abel“ ist ausschließlich durch die Reihenfolge des Schlupfes bestimmt, bei experimentellen Umsetzungen von „Abel“ zu einem jüngeren Geschwister übernahm dieser „Abel“ sofort die Rolle von „Kain“ und attackierte den jüngeren Nestling. Bei weiteren experimentellen Untersuchungen an Kaffernadlern hielt die Aggressivität der Geschwister mindestens bis zum Abschluss des Großgefiederwachstums an. Das Gelege der Arten mit obligatorischem Kainismus besteht aus zwei (selten drei) Eiern. Falls aus beiden Eiern Junge schlüpfen, überlebt daher bis auf sehr seltene Ausnahmen nur das ältere Junge.
Dieses Verhalten wurde unter anderem bei Blaufußtölpeln, Pelikanen, einigen Adlerarten (z. B. Schrei-, Kaffern- und Kronenadlern) und Bartgeiern beobachtet sowie bei der australischen Eisvogelart Jägerliest. Bei diesen Arten bekämpft das zuerst geschlüpfte, größere Jungtier sein Geschwister bereits am Tage seines Schlupfes, unabhängig von der Nahrungssituation, bis es stirbt.

## Vorkommen

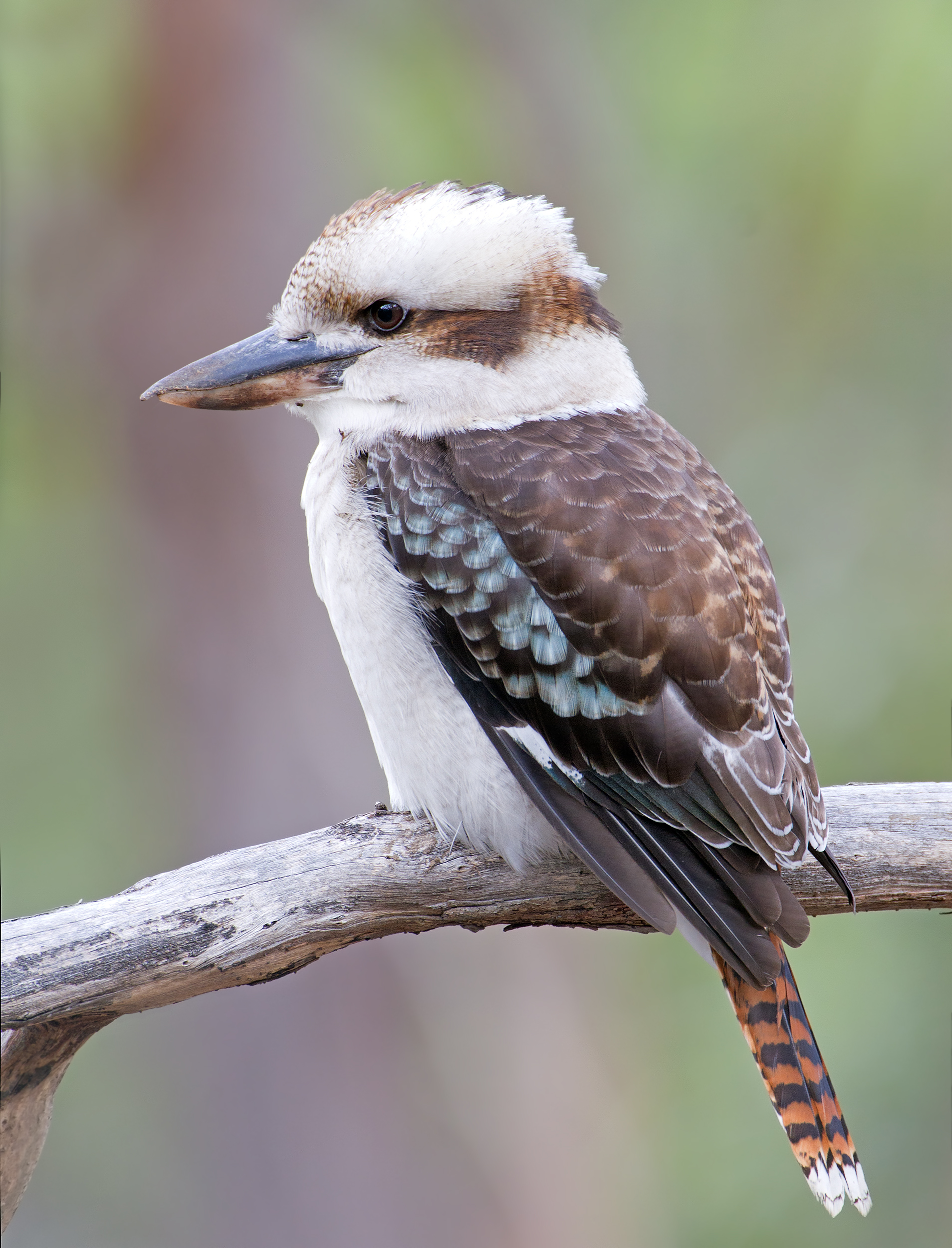
Der Jägerliest ist der einzige Eisvogel, bei dem obligater Kainismus festgestellt wurde.

Bei Vögeln tritt Kainismus regelmäßig auf, in der Regel jedoch nur bei Fleischfressern und Prädatoren, die nur wenige Eier legen, nicht aber bei Nestflüchtern und Pflanzenfressern.

### Bei Greifvögeln
Kainismus wird bei einer Reihe von Vogelarten, insbesondere Greifvögeln beobachtet:
- Bartgeier (Gypaetus barbatus)[2]
- Eleonorenfalke (Falco eleonorae)[2][5]
- Kaffernadler (A. verreauxii)[5]
- Kronenadler (Stephanoaetus coronatus)[5]
- Präriebussard (Buteo swainsoni)
- Schleiereule (Tyto alba)[6]
- Schreiadler (Aquila pomarina)[5][9]

### Bei anderen Vogelarten
Außerdem wurde Kainismus auch folgenden Vogelarten beobachtet:
- Blaufußtölpel (Sula nebouxii)[10]
- Braunpelikan (Pelecanus occidentalis)[11]
- Dreizehenmöwe (Rissa tridactyla)[12]
- Elster (Pica pica)[13]
- Jägerliest (Dacelo novaeguineae)[5]
- Maskentölpel (Sula dactylatra)[14]
- Nazcatölpel (Sula granti)[10]
- Südpolarskua (Catharacta maccormicki)[15]
- Weißstorch (Ciconia ciconia)[1]

## Nutzung zur Bestandserhöhung
Der Berliner Arzt und Schreiadlerforscher Bernd-Ulrich Meyburg ist Begründer des Schreiadler-Auswilderungsmanagements nach der sogenannten Meyburg-Methode. Dabei wird das zweite Jungadler-Ei dem Horst entnommen, außerhalb des Horstes fertig bebrütet und der zweite Jungadler extern aufgezogen (Meyburg-Methode). Ziel ist die Verdoppelung der Schreiadler-Nachwuchsrate.